# (200112) 1995 UP57
(200112) 1995 UP57 es un asteroide perteneciente al cinturón de asteroides, descubierto el 17 de octubre de 1995 por el equipo del Spacewatch desde el Observatorio Nacional de Kitt Peak, Arizona, Estados Unidos.

## Designación y nombre
Designado provisionalmente como 1995 UP57.

## Características orbitales
1995 UP57 está situado a una distancia media del Sol de 2,575 ua, pudiendo alejarse hasta 2,737 ua y acercarse hasta 2,413 ua. Su excentricidad es 0,062 y la inclinación orbital 4,405 grados. Emplea 1509,82 días en completar una órbita alrededor del Sol.

## Características físicas
La magnitud absoluta de 1995 UP57 es 16,7.